# David Hornsby

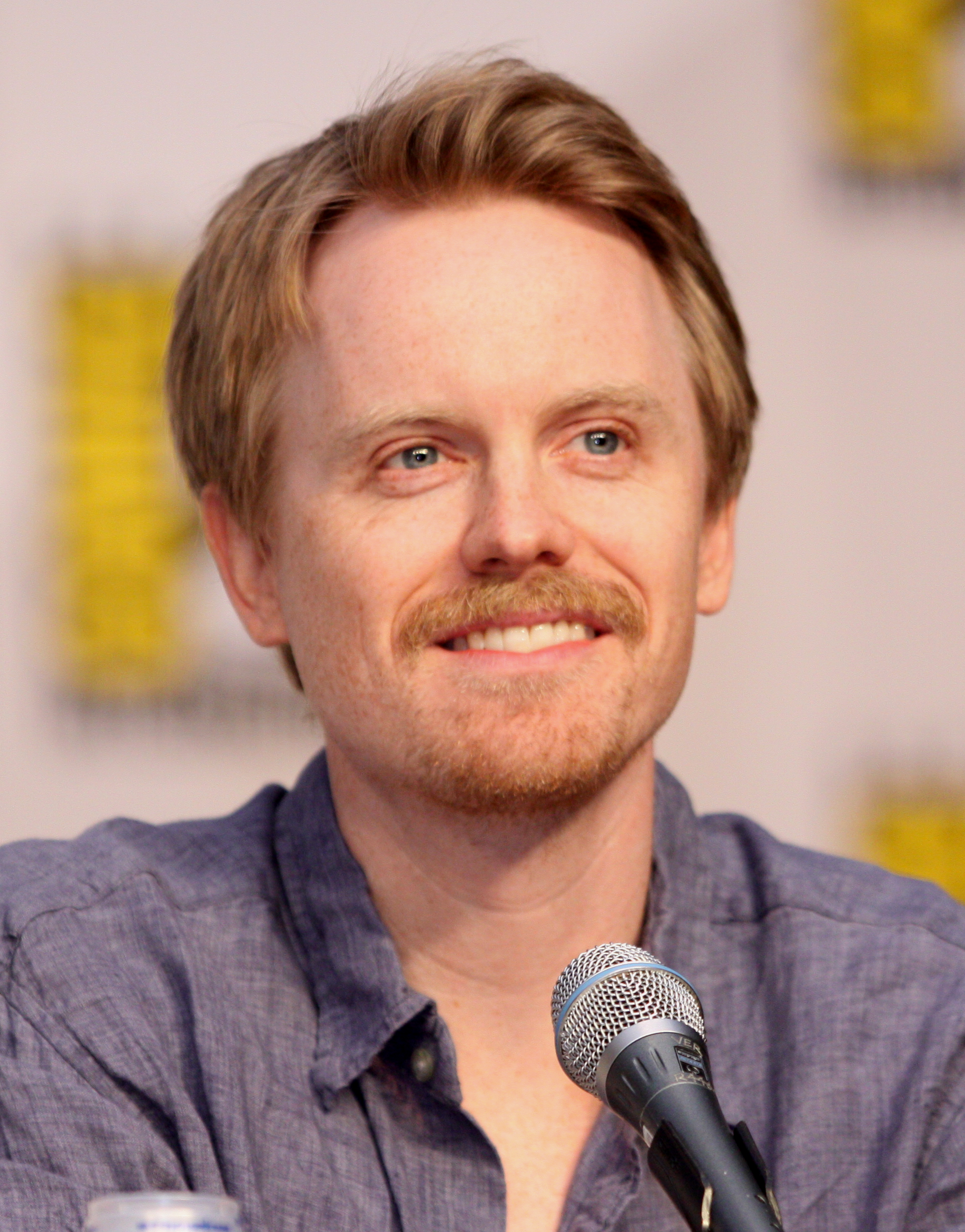
David Hornsby (2010)

David Hornsby (* 1. Dezember 1975 in Newport News, Virginia) ist ein  US-amerikanischer Schauspieler.

## Leben
Hornsby absolvierte 1998 die Schauspielschule der Carnegie Mellon University. Bekannt wurde er mit It's Always Sunny in Philadelphia, durch die The Joe Schmo Show und How to Be a Gentleman. Zudem ist Hornsby auch ein Drehbuchschreiber und Produzent.

### Privates
Seit September 2010 ist er mit der Schauspielerin Emily Deschanel verheiratet, mit der er zwei gemeinsame Kinder hat (* 2011, * 2015). Er ist der Cousin des Musikers Bruce Hornsby und verschwägert mit Zooey Deschanel.

## Filmografie (Auswahl)
- 2001: Pearl Harbor
- 2002: Minority Report
- 2003: Six Feet Under – Gestorben wird immer (Six Feet Under, Fernsehserie, 7 Folgen)
- 2003: The Mullets
- 2006–2019: It’s Always Sunny in Philadelphia (Fernsehserie, 24 Folgen)
- 2007: Aliens vs. Predator 2
- 2008: Pretty Bird
- 2011–2012: How to Be a Gentleman (Fernsehserie, 9 Folgen)
- 2012: Unsupervised (Fernsehserie, 13 Folgen, Stimme von Joel)
- 2014: Bones (Fernsehserie, Staffel 9, Folge 6)
- 2018–2020: Good Girls (Fernsehserie, 15 Folgen)
- 2020–2025: Mythic Quest: Raven’s Banquet (Fernsehserie)
- 2023: Fool’s Paradise